# 野坂岳
野坂岳（のさかだけ）は、福井県敦賀市に聳える山塊である。野坂山（のさかやま）とも言う。敦賀市の最高峰であり「敦賀三山」（野坂岳、西方ヶ岳、岩籠山）の一つである。山頂には一等三角点が置かれ、標高は913 mである。

## 概要
野坂岳は野坂山地に属し、同山地の主峰である。福井県敦賀市南西部にそびえていて、市内どこから見てもその姿を変えることがないことから自然のランドマークになっている。山頂付近は隣の三方郡美浜町との境界線付近に位置している。関西百名山、近畿百名山にも選定されている。

## 歴史
一の岳付近の野坂岳遺跡で、旧石器時代のナイフ形石器が出土しており、太古からひとが踏み入る山であったと考えられる。
野坂岳の登山道を初めて開いたのは弘法大師（空海）と伝えられ、平安時代初期に大師が山中で見つけた一寸八分（約7 cm）の小さな土作りの仏像は野坂嶽権現として崇敬されるようになった。越前守護の朝倉義景も深く信仰していたという。現在、麓の宗福寺には野坂大権現の御堂があり、先の土作りの仏像が安置されている。毎年7月23日には、その仏像を、山頂の祠に持って上がり、一晩祈祷する習わしである。国土地理院の地形図には、山頂に神社の記号が記載されている。
また、平清盛に琵琶湖と敦賀湾をつなぐ運河建設を命じられた平重盛は、現在の敦賀市関集落付近の歌ヶ谷に居を構えたと伝えられている。この付近から見ると、野坂岳は三角形の富士山型であり、重盛は「見るたびに富士かとぞ思う野坂山　いつも絶やさぬ峯の白雪」と詠んだ。これに由来し、野坂岳は「敦賀富士」とも呼ばれている。
さらに、国の名勝にも指定されている柴田氏庭園では、その姿を借景されている。江戸時代初期の豪農柴田氏は野坂村出身であり、野坂権現を遥拝する意図があったと言われている。

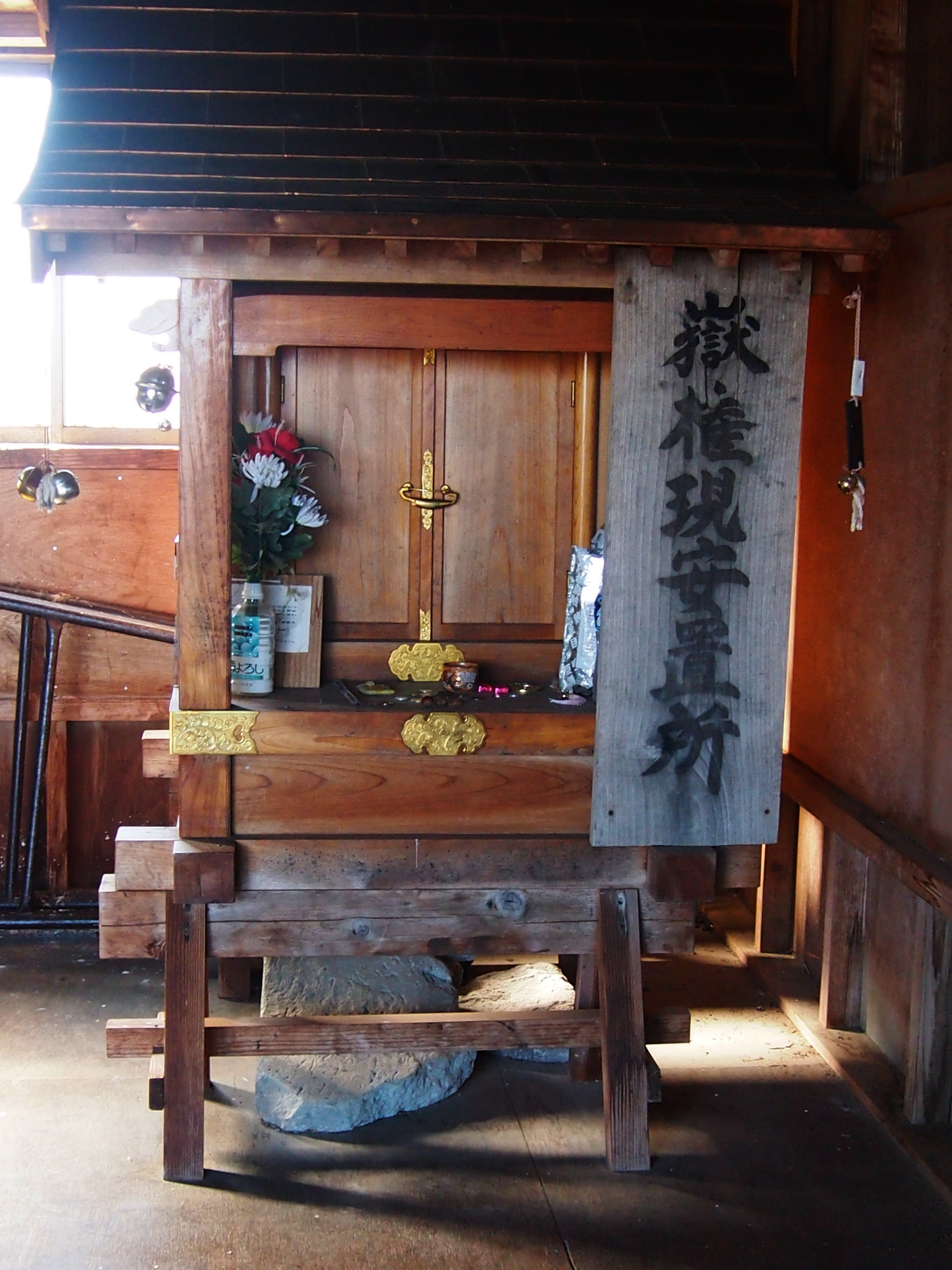
山頂の野坂嶽権現の祠
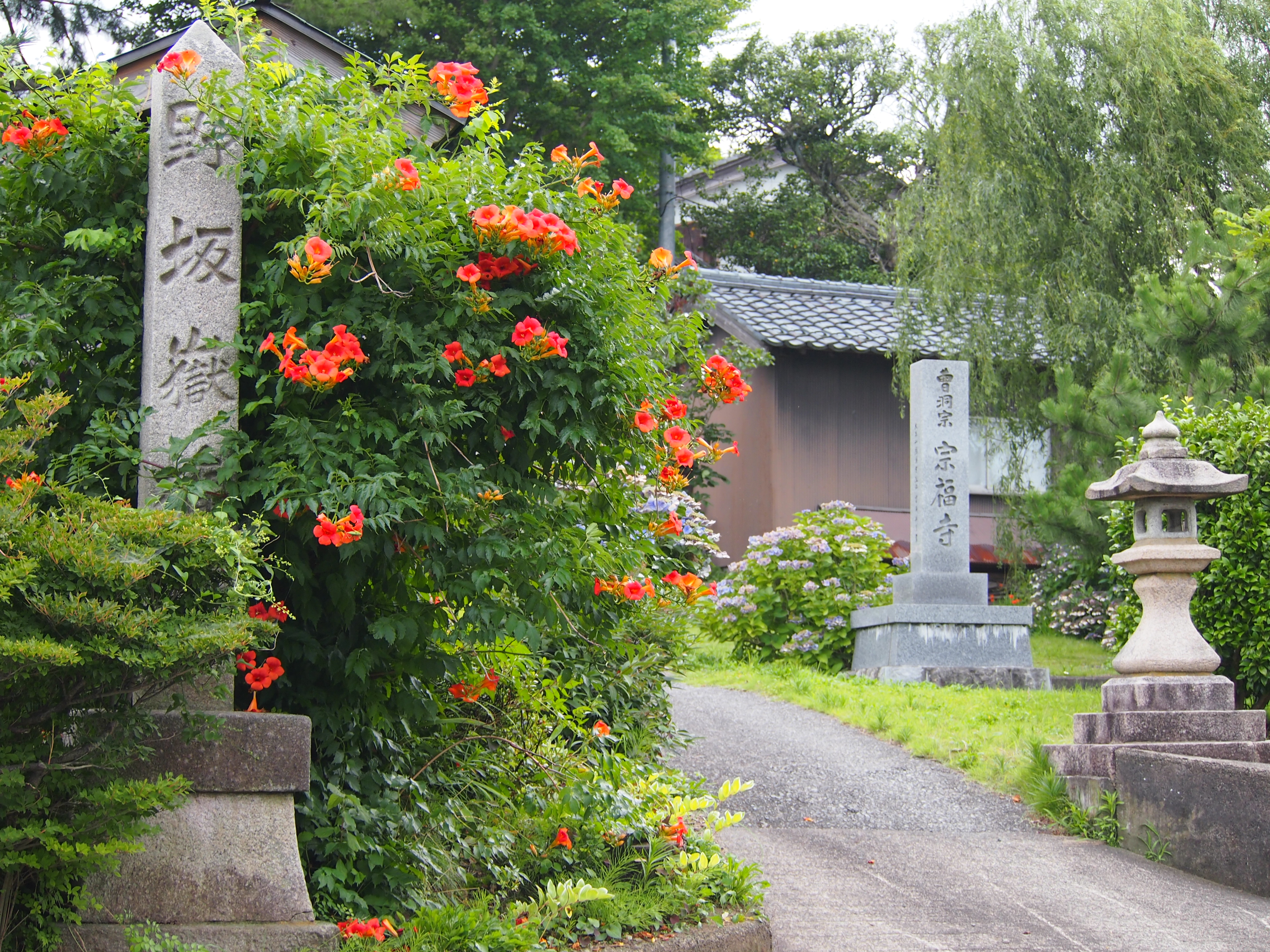
野坂山麓の宗福寺
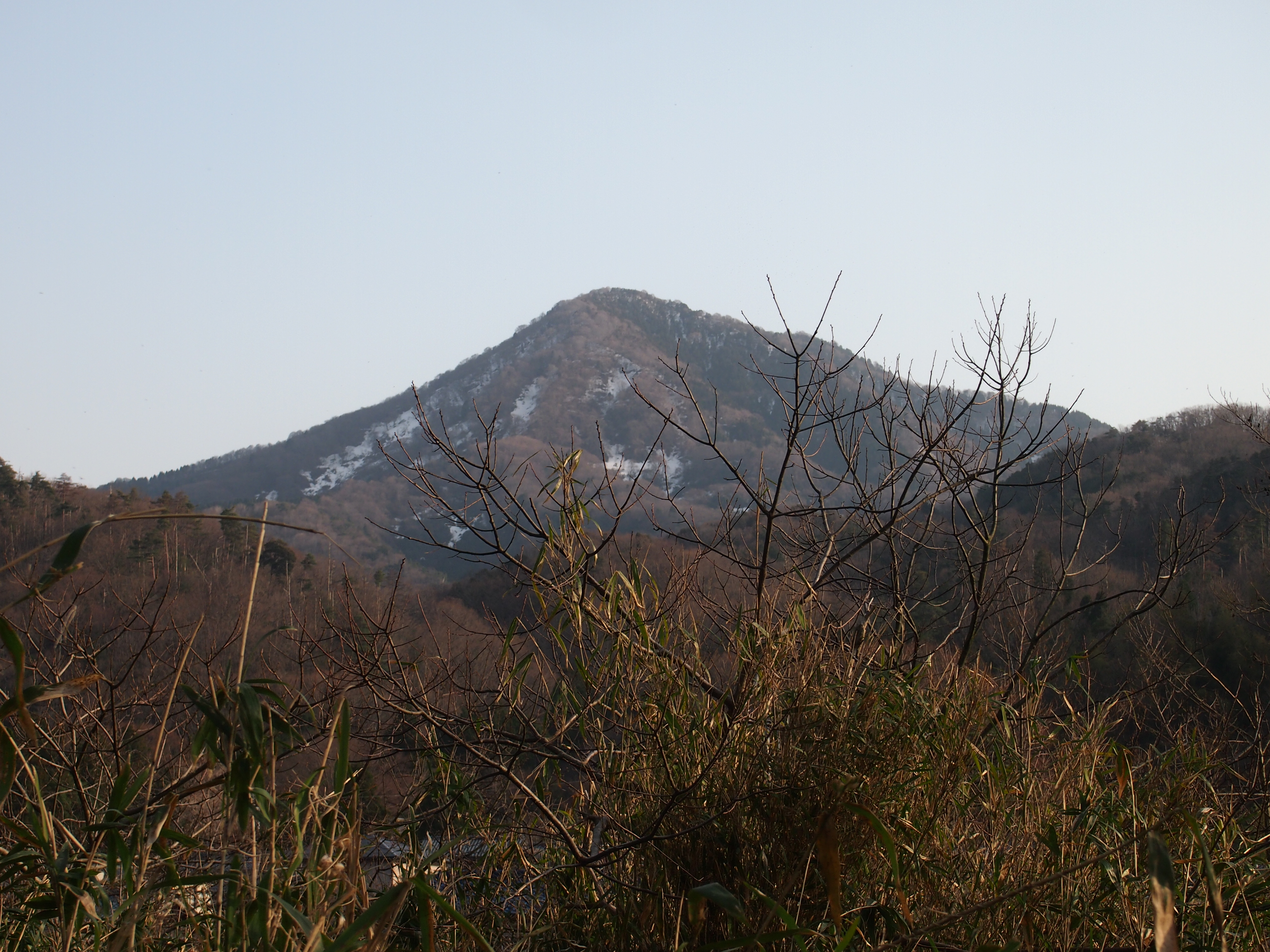
歌ヶ谷から見た野坂岳
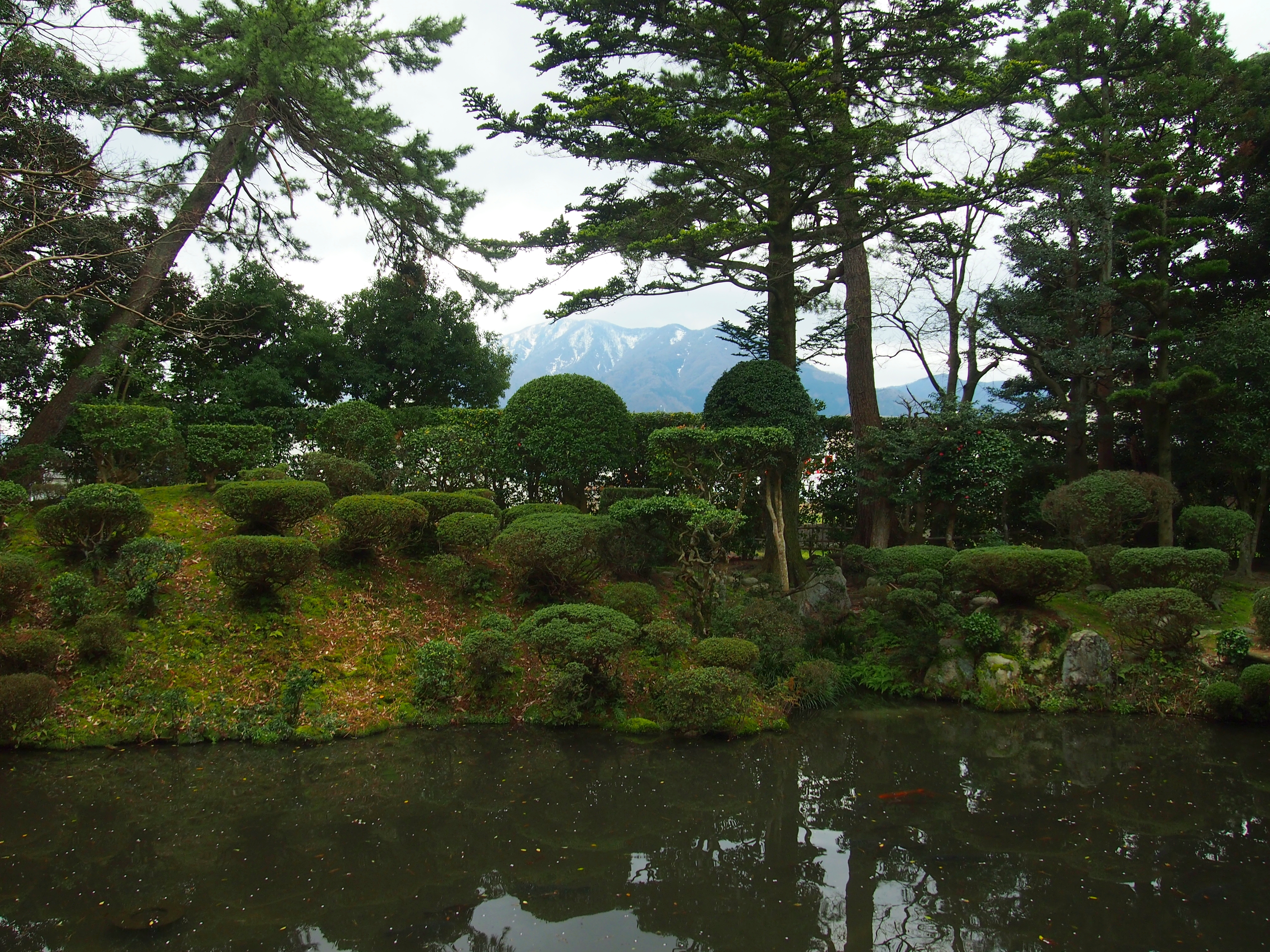
柴田氏庭園 野坂岳の借景

## 山岳利用
四季を通じて登山できるが、冬季は季節風の影響により、山岳部では大量に雪が降る場合があり、初心者には危険が伴う恐れもある。また雲がかかるほどの標高があるので、視界不良にも注意は必要である。主な登山道は以下のように2つある。両コースをつないだ縦走も可能である。

### いこいの森コース
もっともよく利用されている代表的なコースである。中腹のキャンプ場を過ぎた登山口まで自動車で上がることが出来る。難易度としては初心者用といえる。急勾配な道も無く道が途切れることもないので、一般の人なら3時間もあれば登頂できる。
登山口からしばらくすると、探鳥小屋があり、さらに植林を進むとテレビ塔への分岐がある。直進し沢沿いを詰めると、水場のある栃の木地蔵に着く、このあとは、つづら折りに上がっていくが、途中に行者岩と呼ばれる大岩に出る脇道がある。尾根近くまで上がったところが一の岳である、その後は尾根伝いをゆき、二の岳、三の岳とアップダウンを繰り返す、このあたりはブナ林であり、新緑や紅葉が美しい。四番目のピークが山頂であり、権現を祀った祠のある山小屋がある。山頂は非常に見通しがよく、若狭湾、琵琶湖、白山も遠望できる。

### 山集落コース
黒河川上流、山集落付近の送電線巡視路を利用する登山道である。このコースは利用が少なく、巡視路に至るまでの道が不明瞭であるので注意が必要である。斜面取り付き以降は道は明瞭であり、春にはトクワカソウ、イワカガミの群落が見られる。尾根まで登るとブナ林が広がっており、南北に道が分かれている。北が野坂岳の山頂方面である。
なお、南にも道が続き、三国山、赤坂山方面となるが、道跡が不明瞭な箇所もあり、距離も長く、ルートファインディングと体力が必要な上級コースとなる。

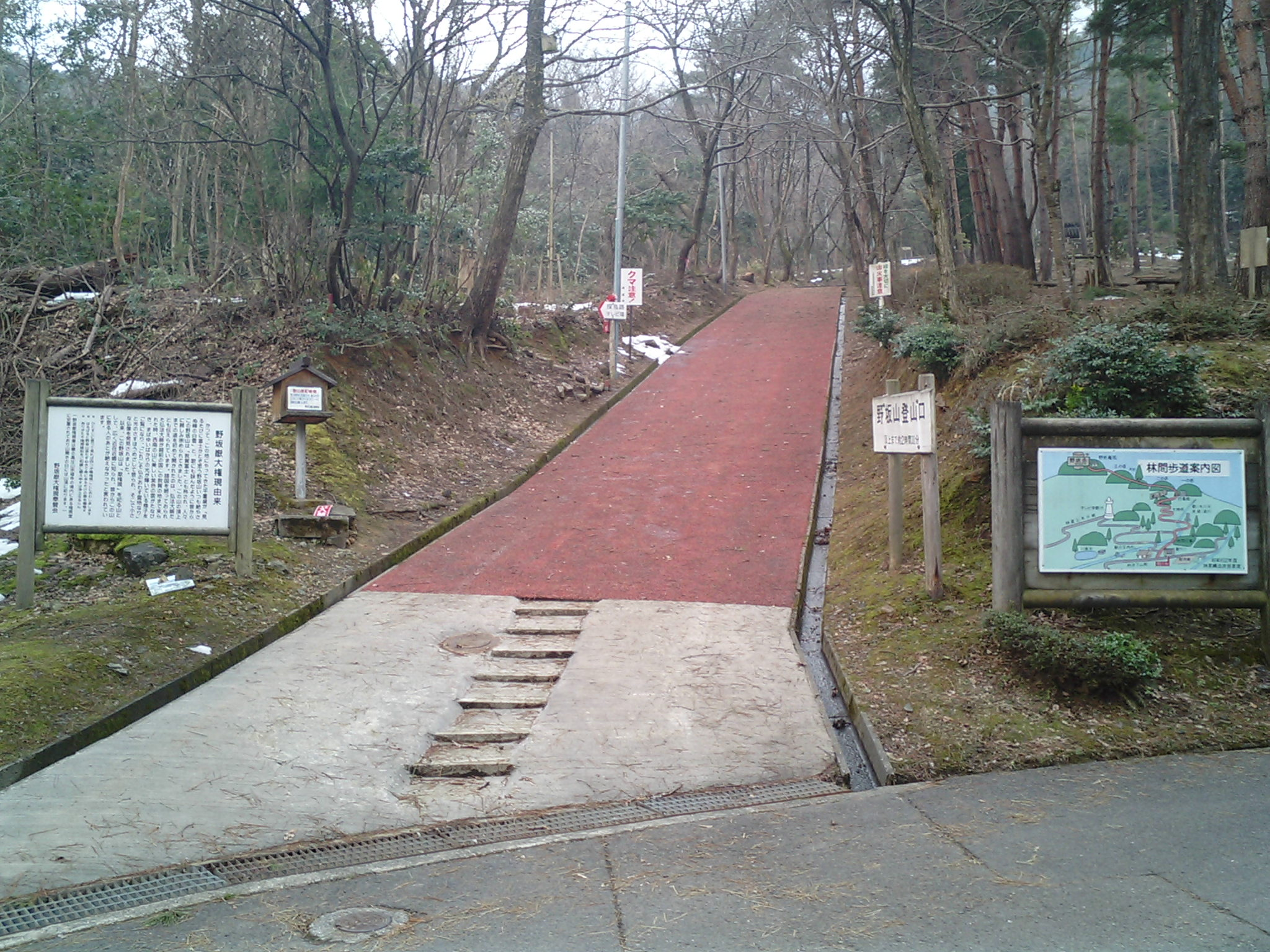
いこいの森コース登山口北緯35度36分30.3秒 東経136度1分48.5秒
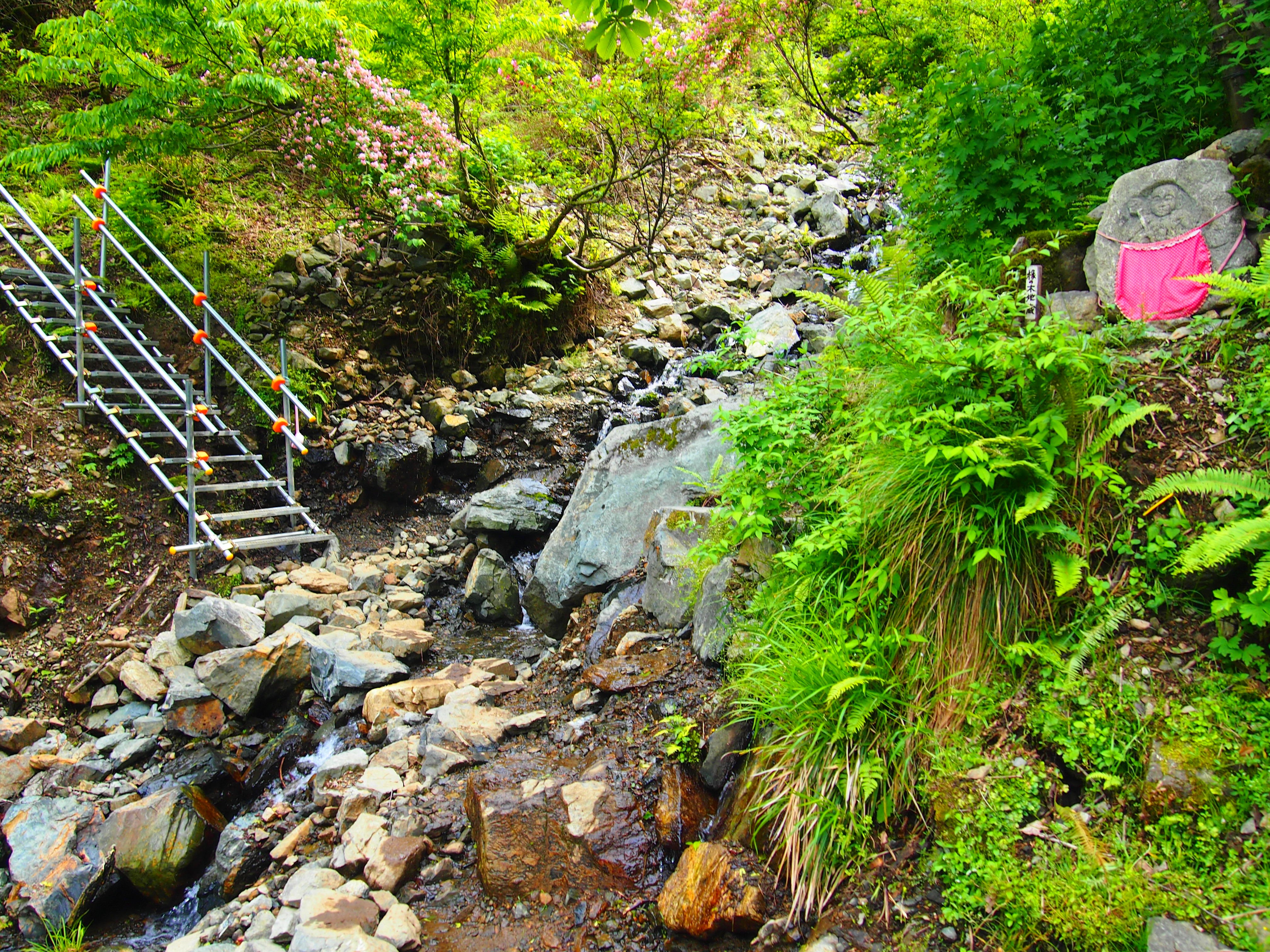
栃の木地蔵北緯35度36分7.6秒 東経136度1分38.0秒
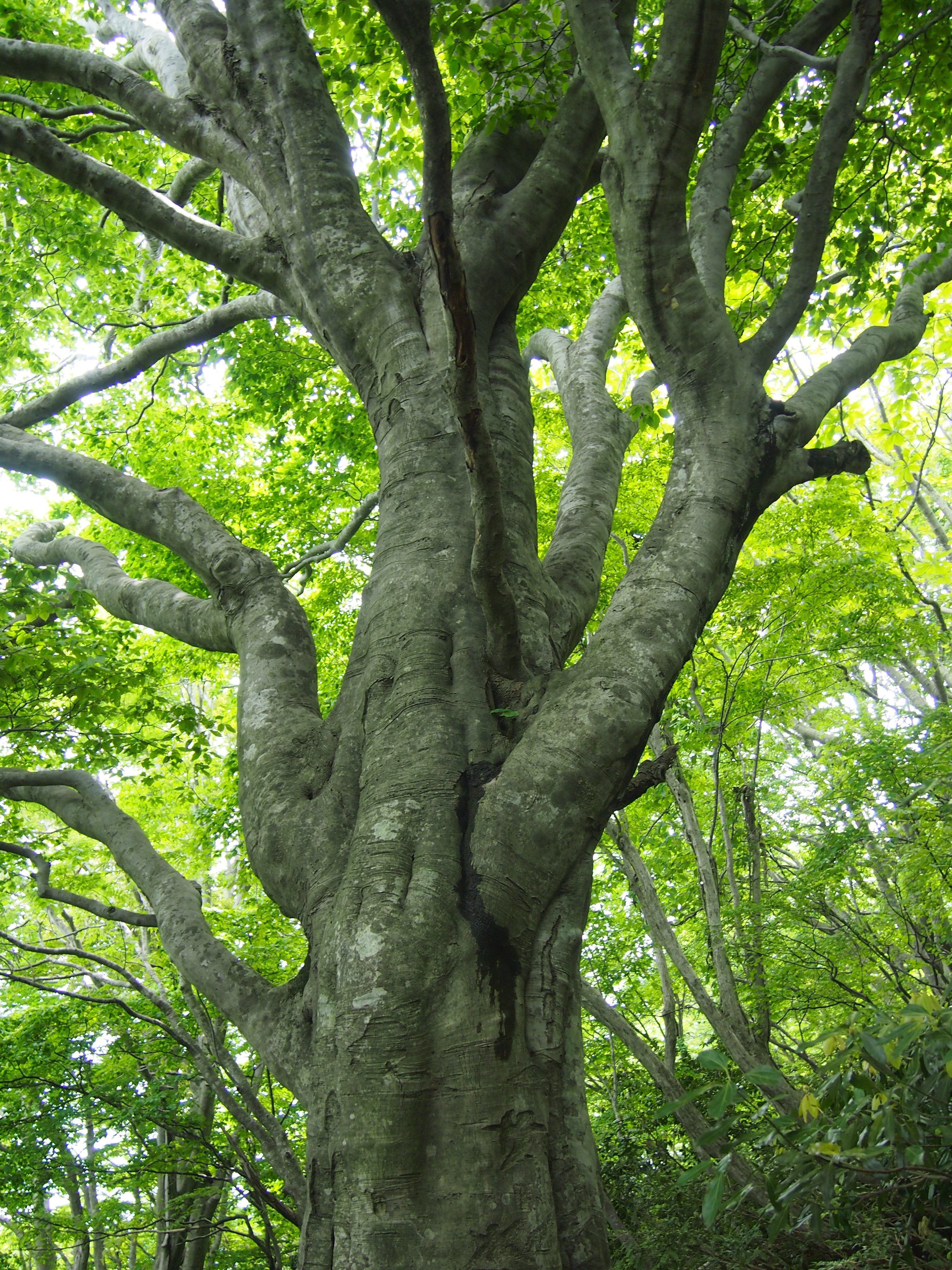
ブナ大木
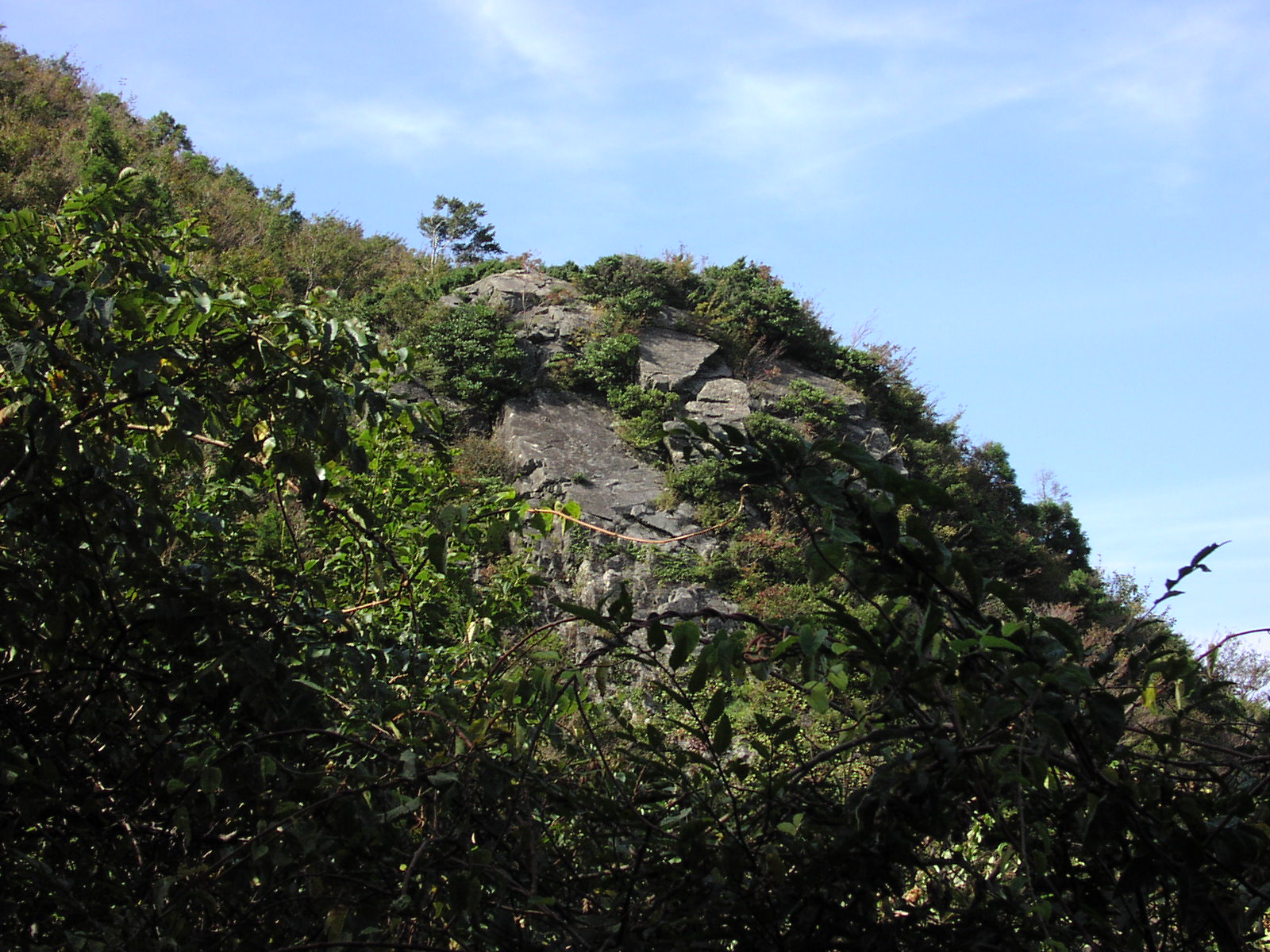
行者岩北緯35度35分57.4秒 東経136度1分23.8秒
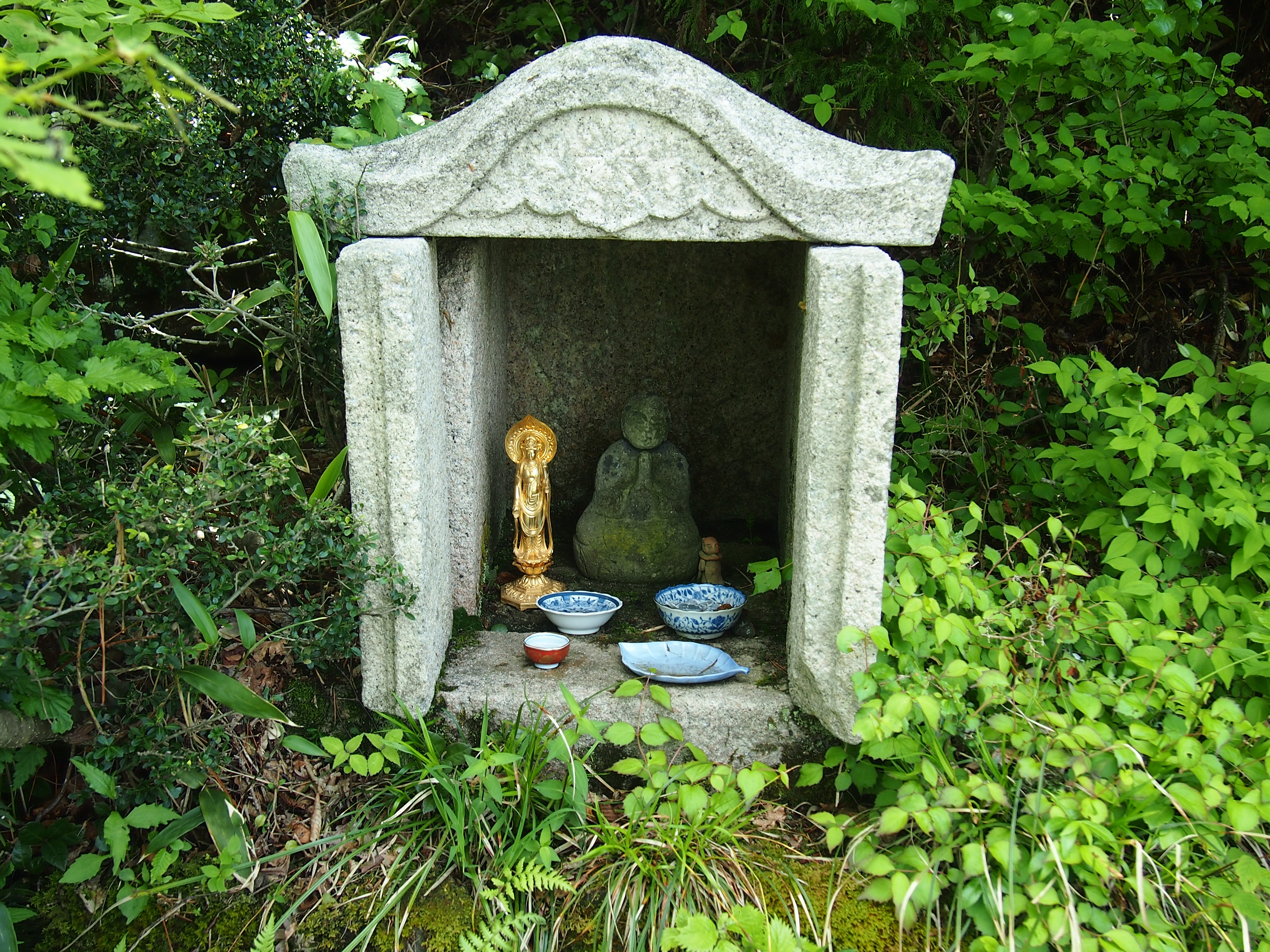
一の岳の石祠
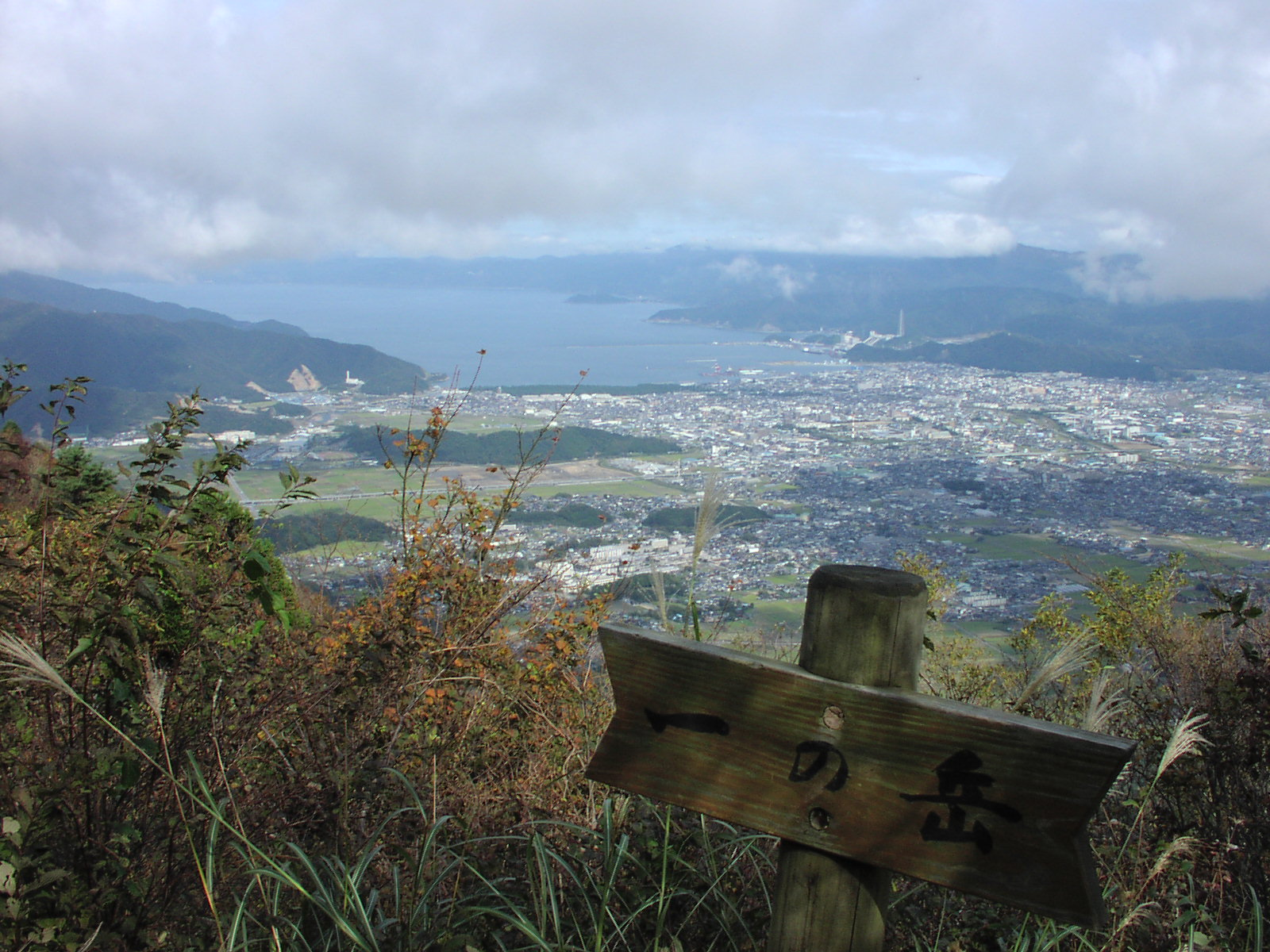
一の岳北緯35度35分55秒 東経136度1分24.9秒
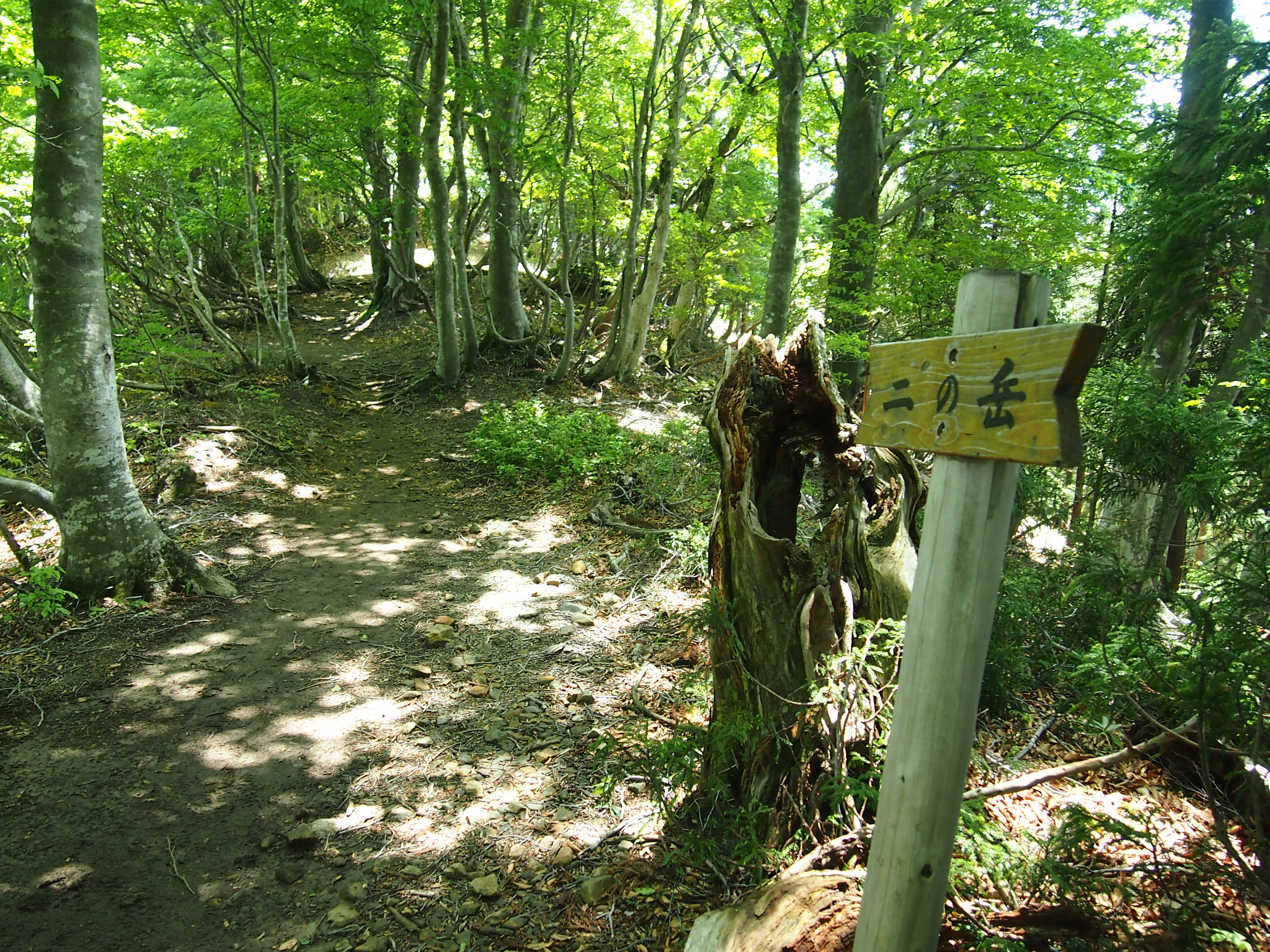
二の岳北緯35度35分37.2秒 東経136度1分17.2秒
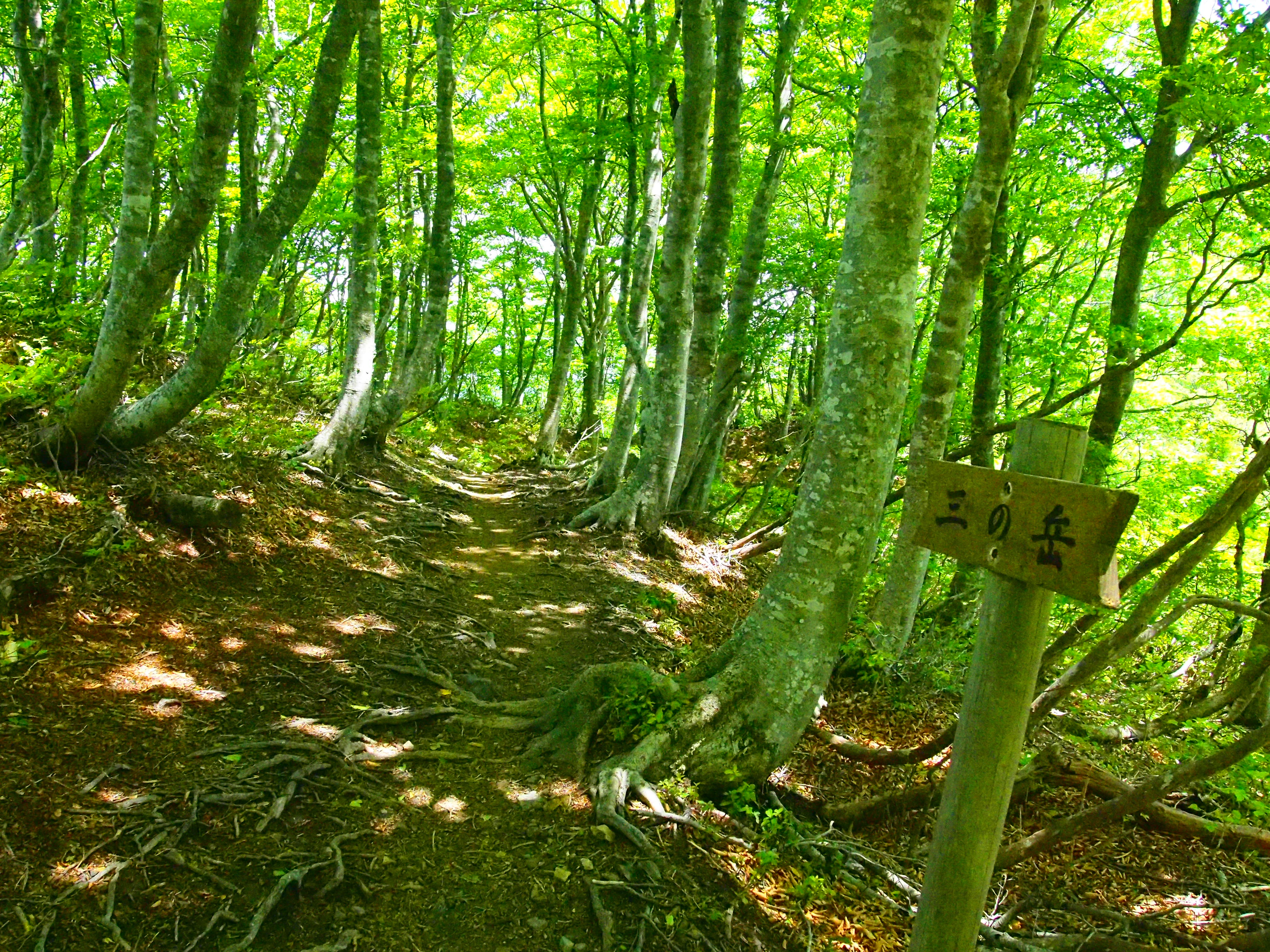
三の岳北緯35度35分28.7秒 東経136度1分25.7秒
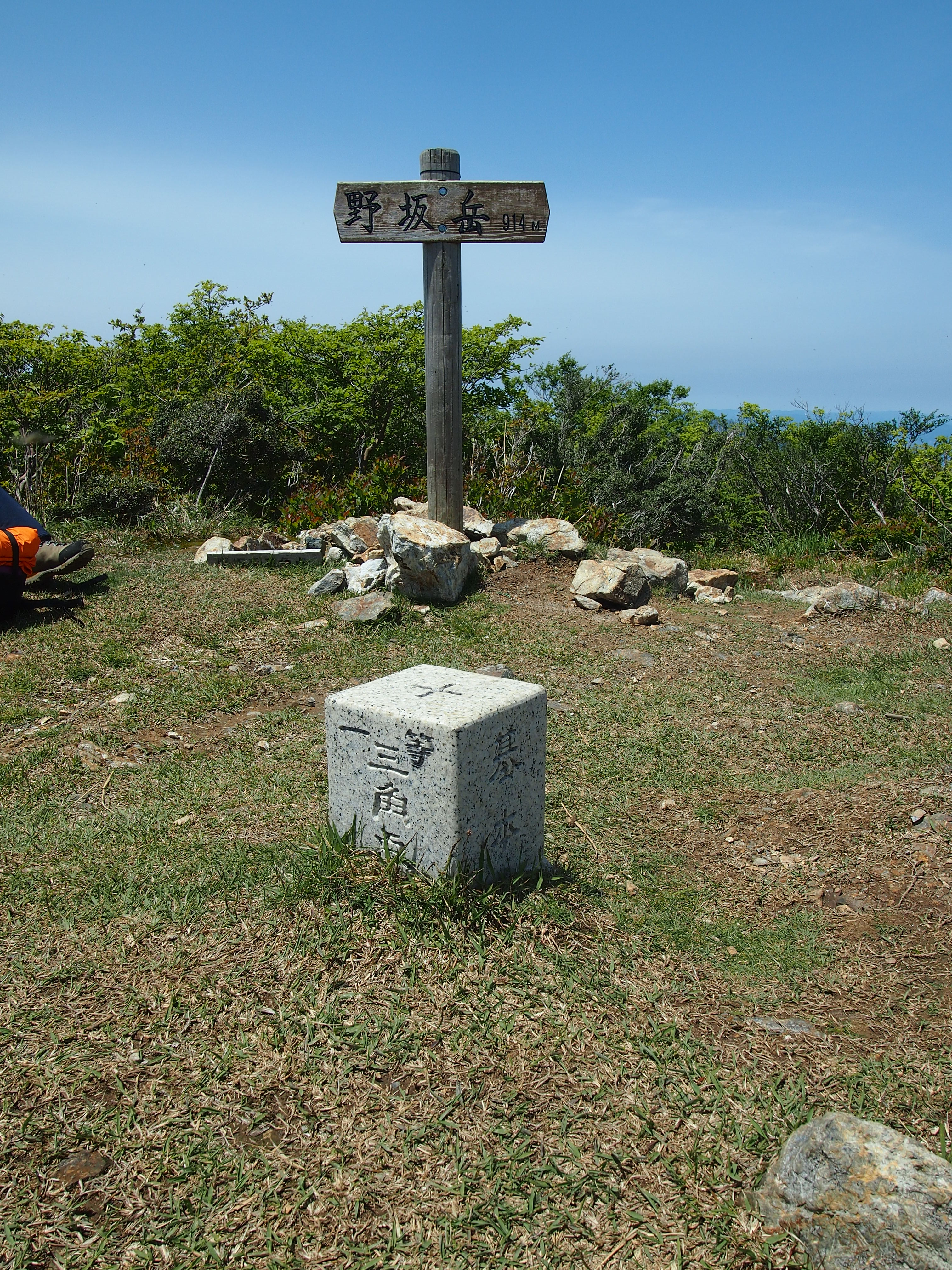
山頂

## 自然

### 地質
野坂岳の山頂付近は、チャートといわれる岩石からなり、微小な海の生物化石が見られる場合がある。もとは海底に堆積した砂や泥が海底プレートの動きにより寄せ集められ、その後隆起したと考えられている。ほかにも海底火山に由来するグリーンストーン、サンゴ礁からできた石灰岩もみられる。

### 植生
いこいの森の登山口の標高100-250 m付近には、アカマツの自然林がみられる。栃の木地蔵までは、アカマツからクリやコナラへ移行し、部分的にヤブニッケイ、スダジイ、アカガシといった暖帯性植生がみられる。500 m以上からブナが散在し始め、750 m付近の山稜にははっきりとしたブナ林が形成されている。山頂付近は、冬季の強風の影響により、樹木は矮小化しており、高木はみられない。また、春にはニリンソウ、カタクリ、ミヤマカタバミ、イワカガミ、トクワカソウなどを目にすることができる。また、モウセンゴケという食虫植物が自生しており、生態系の多彩さにも目を引く。

## 地域施設
- 粟野駅
  - JR小浜線、いこいの森ルートの最寄り駅となる、登山口までは徒歩40分である。
- 野坂少年自然の家
  - 自然と触れ合う多彩な体験が出来る宿泊施設。野坂いこいの森キャンプ場、ハイキングコースも整備されている。
- テレビ塔
  - 野坂岳中腹に位置しており、いこいの森ルートと途中で分岐した先にある。（次項で詳述する）

## 放送施設

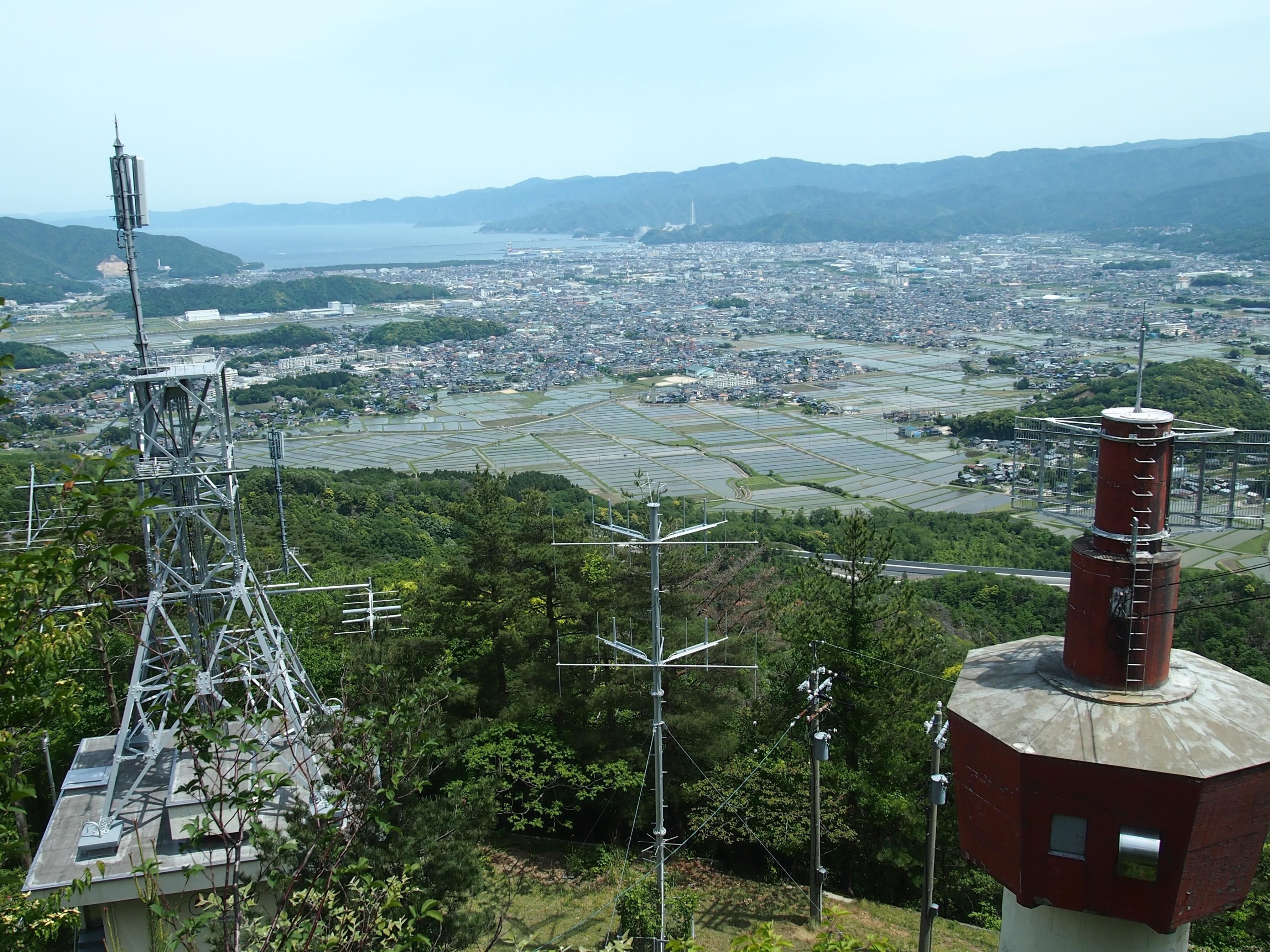
野坂岳の放送送信設備

敦賀中継局の名称で、敦賀市を中心にした放送エリアとなっている。VHF・FMは垂直偏波でUHFは水平偏波となっている。
足羽山送信所からの受信アンテナは、送信設備から約200 m上の位置に設置されている。

### 地上デジタルテレビ放送送信設備
| リモコン キーID | 放送局名                  | 中継局の名称 | チャンネル | 空中線電力 | ERP  | 放送対象 地域 | 放送区域 内世帯数 |
| --------------- | ------------------------- | ------------ | ---------- | ---------- | ---- | ------------- | ----------------- |
| 1               | NHK 福井総合              | NHK敦賀DG    | 24ch       | 10 W       | 52 W | 福井県        | 22,800世帯        |
| 2               | NHK 福井Eテレ             | NHK敦賀DE    | 27ch       | 10 W       | 52 W | 全国          | 22,800世帯        |
| 7               | FBC 福井放送              | FBC敦賀DTV   | 28ch       | 10 W       | 51 W | 福井県        | 22,800世帯        |
| 8               | FTB 福井テレビ ジョン放送 | FTB敦賀DTV   | 26ch       | 10 W       | 55 W | 福井県        | 22,800世帯        |

- 全局2007年12月1日に放送開始。
- 所在地は、NHKとFBCが敦賀市長谷68字毘沙子3番地で、福井テレビが敦賀市野坂84字穴釜1番1号。
- FBCデジタルテレビはNHKの施設を間借りしている。

### 地上アナログテレビ放送送信設備（廃止）
| 放送局名                  | チャンネル | 空中線電力         | ERP                 | 放送対象 地域 | 放送区域 内世帯数 |
| ------------------------- | ---------- | ------------------ | ------------------- | ------------- | ----------------- |
| NHK 福井Eテレ             | 12ch       | 映像30 W/音声7.5 W | 映像110 W/音声28 W  | 全国          | -                 |
| NHK 福井総合              | 6ch        | 映像30 W/音声7.5 W | 映像110 W/音声28 W  | 福井県        | -                 |
| FBC 福井放送              | 8ch        | 映像30 W/音声7.5 W | 映像115 W/音声28 W  | 福井県        | -                 |
| FTB 福井テレビ ジョン放送 | 38ch       | 映像100 W/音声25 W | 映像550 W/音声135 W | 福井県        | -                 |

- 2011年7月24日をもってすべて廃止された。
- 福井県内で8chを使用する送信所・中継局は、FBCの当中継局と高浜中継局のみ。

### FMラジオ送信設備
| 放送局名                        | 周波数   | 空中線電力 | ERP  | 放送対象地域 | 放送区域内世帯数 |
| ------------------------------- | -------- | ---------- | ---- | ------------ | ---------------- |
| FM福井 福井エフエム放送         | 86.4 MHz | 10 W       | 32 W | 福井県       | -                |
| NHK 福井FM放送                  | 84.9 MHz | 10 W       | 32 W | 福井県       | -                |
| FBC 福井放送                    | 93.6 MHz | 10 W       | -    | 福井県       | -                |
| ハーバーステーション 敦賀FM放送 | 77.9 MHz | 20 W       | 60 W | 敦賀市       | 21,545世帯       |

- FM福井はFBC旧アナログテレビの施設を間借りしている。
- ハーバーステーションは、2007年2月28日に予備免許交付。同年3月30日に免許交付。4月3日運用開始。
  - 所在地は、敦賀市野坂80-15（敦賀市立少年自然の家敷地内）。
- FBC敦賀FMは、2018年12月3日に開局[2]。

## その他
- 敦賀市民は昔から野坂岳の雲のかかり具合から天候を予想しているらしい。また野坂山が3回白くなると平野にも雪が降ると言われる。
- 2014年4月改訂前の標高では914 mとされ[1]、敦賀市の郵便番号の上三桁（914）に合わせ、俗に標高914 mの山と覚えられていた。
- 2014年、山麓に舞鶴若狭自動車道が開通したが、生態系が崩れるのではないかと懸念されている。